# Bryodelphax mateusi
Bryodelphax mateusi är en djurart som tillhör fylumet trögkrypare, och som först beskrevs av Fontoura 1982.  Bryodelphax mateusi ingår i släktet Bryodelphax och familjen Echiniscidae. Inga underarter finns listade i Catalogue of Life.